# Rápida intensificación

Bucle de satélite infrarrojo del tifón Hinnamnor en agosto de 2022, ya que experimentó una rápida intensificación

Se define intensificación rápida a la condición meteorológica que sucede, cuando un ciclón tropical se intensifica dramáticamente en un corto período de tiempo. El Centro Nacional de Huracanes de los Estados Unidos lo define como el incremento de los vientos máximos sostenidos de un ciclón tropical de al menos 30 nudos (55 km/h)  en un período de 24 horas.

## Condiciones necesarias
Para que la fase de rápida intensificación se lleve a cabo, muchas condiciones deben tomarse en cuenta. La temperatura del mar o temperatura superficial del mar debe estar extremadamente cálida (cerca o sobre 30 grados Celsius) y el agua de esta temperatura debe ser lo suficientemente profunda que las olas no puedan agitar aguas profundas heladas a la superficie. La cizalladura de viento debe estar débil; cuando es fuerte, la convección circulación en el ciclón se corromperá. Por lo general, un anticiclón en las capas superiores de la troposfera por encima de la tormenta debe estar presente también -para presiones de superficie extremadamente bajos para desarrollar, el aire debe estar creciendo muy rápidamente en el ojo de la tormenta y un anticiclón de magnitud superior ayuda a este canal de aire lejos del ciclón de manera eficiente.
Anteriormente, el Centro Nacional de Huracanes definió a la intensificación rápida, cuando la presión mínima del ciclón disminuye en 42 hectopascales (hPa) en un período de 24 horas. Sin embargo, ahora se actualizó a la definición actual, usando la velocidad de vientos.